# 口蓋

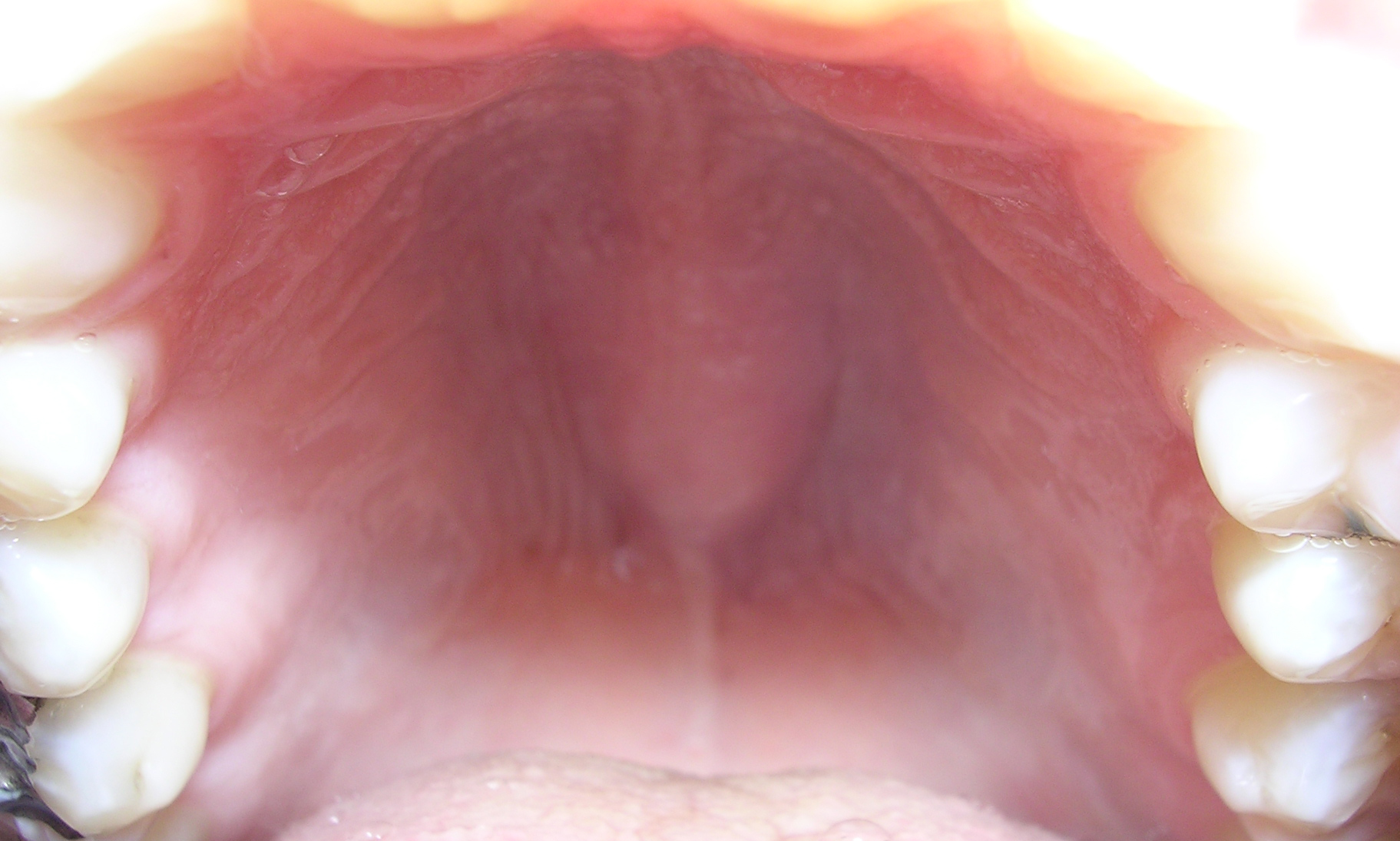
口蓋 口蓋隆起 (palatal tori) が中央に見える

口蓋（こうがい）とは、脊椎動物において口腔と鼻腔を分離している口腔上壁のことである。
構造上の違いから、1次口蓋と2次口蓋に分けられる。

## ヒトの口蓋
前方の硬い部分を硬口蓋、その後方の柔らかい部分を軟口蓋という。その範囲は、口腔にあって上歯槽部から後方の口蓋垂を含む口蓋咽頭弓に至るまでの部分である。発音（調音）上、重要な器官である。

### 軟口蓋
（なんこうがい、英：soft palate）
口蓋のうち硬口蓋後方の柔らかい粘膜性のヒダ部分のことである。その範囲は、口腔にあって硬口蓋後縁から口蓋垂を含む口蓋咽頭弓に至る部分までである。
重要な調音器官であると同時に、嚥下時、哺乳時において鼻腔と口腔を遮断する機能的役割を担っている。

### 硬口蓋（こうこうがい）
口蓋の前方にある上顎骨口蓋突起と口蓋骨水平版による骨支持を得ている口蓋粘膜に覆われた硬い部分のことである。正中には口蓋縫線と呼ばれる粘膜隆起が存在し、その前端には切歯乳頭がある。硬口蓋の前部には口蓋ヒダと呼ばれる横走した粘膜ひだが存在する。

### 周辺部位

#### 口腔底
広頸筋、舌骨上筋群、オトガイ舌筋より形成される。口腔底には骨がなく、軟組織からなるため、挙上したり、下げたりすることができる。

#### 口蓋垂
俗に言う「のどちんこ」。